# Maclisp
MACLISP (ou Maclisp) é um dialeto da linguagem de programação Lisp. Ele foi criado pelo Projeto MAC da MIT (do qual deriva o prefixo) no final dos anos 1960 e foi baseado no Lisp 1.5.